# 구마모토코센마에역
구마모토코센마에역(일본어: 熊本高専前駅)은 일본 구마모토현 고시시에 위치한 구마모토 전기 철도 기쿠치 선의 철도역이다. 역 번호는 KD 17이며, 단선 승강장 1면 1선의 구조를 갖춘 지상역이다.

## 이용 현황
| 승차 인원 추이 | 승차 인원 추이      | 승차 인원 추이      |
| 연도           | 하루 평균 승차 인원 | 하루 평균 하차 인원 |
| -------------- | ------------------- | ------------------- |
| 2012           |                     | 500                 |
| 2013           |                     | 543                 |
| 2014           | 281                 | 568                 |
| 2015           |                     | 429                 |
| 2016           |                     | 458                 |
| 2017           |                     | 387                 |
| 2018           |                     | 321                 |

## 역 주변
- 국도 제387호선
- 구마모토 고등 전문 학교 구마모토 캠퍼스
- 독립행정법인 농업 · 식품산업기술종합연구기구 규슈 오키나와 농업 연구센터

## 역사
- 1995년 1월 9일 : 구마모토 전파 공업 고등 전문학교의 요망 등에 의해, 덴파코센마에역으로서 개업.
- 2013년 3월 31일 : 역명 변경에 의해 구마모토코센마에역으로 개칭.
- 2015년 4월 1일 : 교통계 IC 카드 '구마모토 지역 진흥 IC 카드'에 대응.
- 2019년 10월 1일 : 역 넘버링 도입.

## 인접 역
| 구마모토 전기 철도 기쿠치 선     | 구마모토 전기 철도 기쿠치 선 | 구마모토 전기 철도 기쿠치 선         |
| -------------------------------- | ---------------------------- | ------------------------------------ |
| KD 16 구로이시 가미쿠마모토 방면 | ■ 기쿠치 선                  | 사이슌의료센터마에 KD 18 미요시 방면 |